# Cepola
Cepola – rodzaj morskich ryb okoniokształtnych z rodziny wstęgówkowatych (Cepolidae).

## Klasyfikacja
Gatunki zaliczane do tego rodzaju:

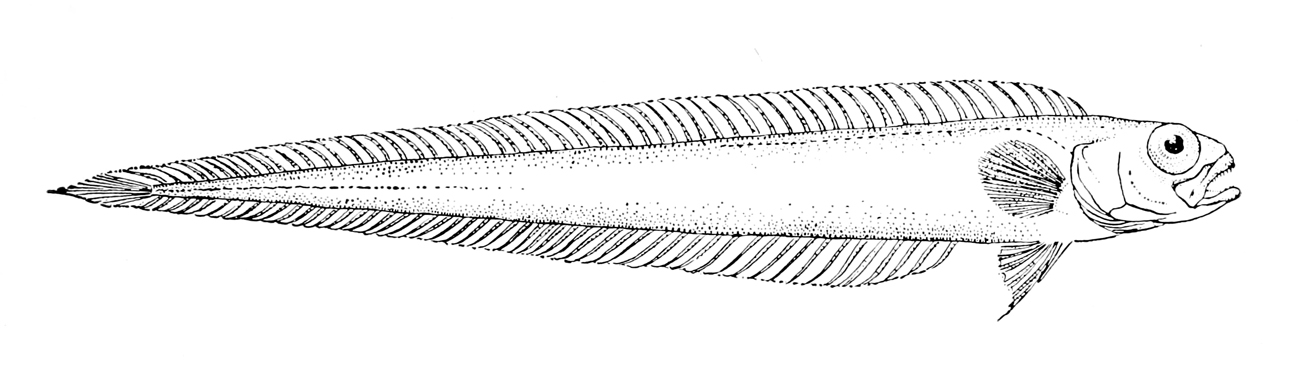
Cepola australis
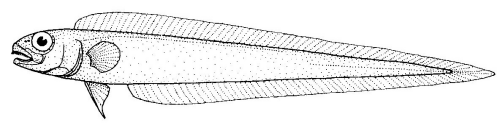
Cepola haastii
- Cepola macrophthalma – wstęgówka[3], cepola[4]
- Cepola pauciradiata
- Cepola schlegelii

- Cepola australis
- Cepola haastii